# Trotz alledem!
Trotz alledem! ist eine deutsche Filmbiografie der DEFA von Günter Reisch aus dem Jahr 1972. Der Film, dessen Titel einen Artikel Karl Liebknechts aus der Roten Fahne vom 15. Januar 1919 zitiert, befasst sich mit Karl Liebknechts Leben in den Jahren 1918 bis 1919. Das Prestigeprojekt knüpft inhaltlich an den ersten Liebknecht-Film Solange Leben in mir ist aus dem Jahr 1965 an.

## Handlung
Nach mehreren Jahren kommt Karl Liebknecht am 23. Oktober 1918 aus dem Gefängnis frei. Der Erste Weltkrieg ist fast am Ende und Liebknecht weiß, dass es im Arbeitervolk gärt. Auch Friedrich Ebert ahnt, dass eine Revolution kommen wird und will die Abdankung des Kaisers durchsetzen, um die Massen zu beruhigen. Der jedoch weigert sich zunächst.
Liebknecht weiß vom Kieler Matrosenaufstand und drängt darauf, die Revolution reichsweit auszurufen, doch sind die Arbeiter in Berlin der Meinung, noch nicht für die Revolution bereit zu sein. Auch Liebknechts Redegefechte mit Ebert und Scheidemann lassen die Massen schwanken, so weigert sich Liebknecht mit den Kriegsbefürwortern nun an einer Seite zu stehen. Auch die Familie Schreiner ist gespalten: Stellt sich Vater Schreiner auf die Seite der kaiserlichen Truppen, kämpfen Milda, Käthe und Kulle Schreiner an der Seite Liebknechts. Als der Aufstand der Kieler Matrosen auf das Reich übergreift, stellt sich Liebknecht an ihre Spitze und ruft am 9. November 1918 in Berlin die „Freie Sozialistische Republik Deutschland“ aus. Die Aufständischen besetzen das Berliner Schloss, der Kaiser flieht.
Der Sieg der Revolution währt jedoch nicht lange. Mit Eberts Wissen werden Vorbereitungen für einen Angriff auf die Aufständischen vorbereitet. Am 24. Dezember, als zahlreiche Arbeiter bei ihren Familien sind, wird das Berliner Schloss vom kaiserlichen Militär eingenommen. Öffentlich wird zum Mord Liebknechts aufgerufen, der sich im Untergrund versteckt. Es kommt zur Jagd auf Kommunisten und zu öffentlichen Erschießungen. Mitte Januar 1919 verkündet die Zeitung der Spartakisten, Die Rote Fahne, die Ermordung von Karl Liebknecht und Rosa Luxemburg. In Berlin versammelt sich ein Trauerzug, der beiden Ermordeten trotz Bedrohung durch das Militär die letzte Ehre erweist.

## Produktion
Bereits 1965 hatten Regisseur Günter Reisch und Drehbuchautor Michael Tschesno-Hell zusammen am Liebknecht-Film Solange Leben in mir ist gearbeitet. Die Kritik stellte damals fest, dass beide unterschiedliche künstlerische Auffassungen vertreten, was dem Gesamtbild des Films eher hinderlich gewesen wäre. Der Film erhielt nicht das höchste staatliche Prädikat „Besonders wertvoll“, sondern wurde, obwohl ein Prestigeprojekt der DEFA, nur mit dem Prädikat „Wertvoll“ ausgezeichnet. Dennoch wurden beide Männer auch mit der Arbeit am zweiten Teil des Liebknecht-Gesamtwerks beauftragt, da zuvor unter anderem Joachim Kunert und Frank Beyer auf die Mitarbeit am Film verzichtet hatten.
Trotz alledem! wurde mit 6,6 Millionen Mark noch teurer als der erste Teil, der 6 Millionen Mark gekostet hatte. Er erlebte am 13. Januar 1972 im Berliner Kino International seine Uraufführung. Außerhalb der DDR wurde der Film teilweise mit einem veränderten Ende gezeigt. Schließt die Originalversion mit dem Tod Liebknechts und einer Gedenkfeier, so wurde der Film zum Beispiel im Jemen mit Bildern DDR-Jugendlicher beendet, die während der X. Weltfestspiele 1973 Transparente mit Liebknechts Konterfei tragen.

## Kritiken
Die zeitgenössische Kritik der DDR befand, dass der Film „im Zuschauer die Kraft auslösen [kann], den Kampf des Helden aufzunehmen, weiterzuführen, vermag ihn zu einem revolutionären Kämpfer zu erziehen“. Trotz alledem! sei „ein großer DEFA-Film, angereichert mit einer Fülle solider Einzelleistungen. Hinter dem hohen Anspruch bleibt er freilich zurück“, befanden andere Kritiker, die zum Teil die altbackende Gestaltung des Films kritisierten. Regisseur Reisch sei zudem unsicher bei der Darstellung sowohl öffentlicher als auch privater Person Liebknecht gewesen: „Die Scheu vor seiner [=Liebknechts] Verniedlichung durch ‚allgemeinmenschliche‘ Zugaben auf der einen Seite und die Furcht vor einer zu starken Heroisierung auf der anderen, prägten es.“
Andere Kritiker schrieben rückblickend, dass der Film „unter Elementen der Belegdramaturgie, der arrangierten Wirklichkeit“ leide: „Dennoch ist der Film, der die Zeit von 1916 (Zuchthaus Luckau) bis zum Mord an Rosa Luxemburg und Karl Liebknecht behandelt, sachlicher, realer und unpathetischer als sein Vorläufer […], er ist atmosphärisch überzeugend und – unter den genannten Bedingungen – bemerkenswert lebendig und wirkungsvoll inszeniert und gespielt.“ Vor allem der Blick von unten mache den Film „wertvoll und informativ“.
Frank-Burkhard Habel schrieb 2000, dass es Günter Reisch nur in wenigen Szenen gelungen sei, „das pathetische Buch von Tschesno-Hell, das die Figur Liebknechts als untadelige Führungspersönlichkeit zeichnete, mit realistischen Episoden aufzubrechen.“ Das Lexikon des internationalen Films befand hingegen, dass der Film „trotz großer Bilder […] sein Glück vor allem im Dialog [sucht], der pathetische Töne weitgehend zurückdrängt. Dennoch eine eher konventionelle, das offizielle Geschichtsbild unterstreichende, wenig hinterfragende Produktion.“

## Auszeichnungen
Günter Reisch, Michael Tschesno-Hell und Jürgen Brauer erhielten 1972 den Kunstpreis des FDGB. Günter Reisch und Jutta Hoffmann wurden mit dem Filmpreis des Magazins Neues Leben ausgezeichnet. Der Film erhielt das staatliche Prädikat „Besonders wertvoll“.